# Hotel Ritz (Madrid)
L'Hotel Ritz és un hotel de la ciutat de Madrid a la plaça de la Lleialtat a costat del Museu del Prado i el Museu Thyssen-Bornemisza. Va ser inaugurat el 1910 per el rei d'Espanya Alfons xiii.

## Origen
L'hotel va ser fundat a instàncies del rei Alfons XIII que, a la volta d'una gira per Europa, es va adonar que la cort espanyola mancava d'un hotel amb la dignitat suficient per a rebre a la reialesa europea i altres visitants il·lustres. Volia que Madrid comptés amb un hotel a l'altura dels hotels Ritz de Londres i de París.
Les noces d'Alfons XIII amb Victoria Eugenia de Battenberg van ser l'excusa per a dotar a Madrid amb un hotel de luxe, el primer de la capital espanyola. El mateix rei va aportar part del capital, al costat d'altres personatges de la societat madrilenya. Va encarregar la construcció a la Ritz Development Company. Va sert dissenyat i construït sota la supervisió personal del llegendari hoteler César Ritz, de qui va adoptar el nom.

## Història
El sumptuós edifici, obra del francès Charles Mewès i dels espanyols Luis de Landecho i Lorenzo Gallego va ser inaugurat amb una gran festa el dia 2 d'octubre de 1910. Ràpidament va ser un dels referents de la vida social i cultural dels benestants de la capital. Amb 167 habitacions,  amplis salons i un jardí, des de l'inici és contat entre els millors hotels del món, lloc d'estatge de la reialesa europea quan passa per Madrid.
Durant la seva història s'hi han succeït moltes anècdotes i visites de personatges històrics, des d'Ernest Hemingway a Gràcia de Mònaco i Rainier (que hi van celebrar la  lluna de mel), o Ava Gardner, Francesc Cambó, Salvador Dalí entre molts altres.
La gestió de l'hotel ha passat per nombroses mans: Georges Marquet, Enric Massó, el grup Forte i Granada, el grup francès Le Méridien, que el va rehabilitar el 2001, i el grup nord-americà Orient-Express, que el va adquirir el 2003. El 2015 va passar del grup Belmond i Landis al grup asiàtic controlat a parts iguals pel fons saudi Olayan i el hongkonguès Mandarín. Van tancar l'hotel tres anys de 2018 a mitjan 2021 per a reformes. Els nous propietaris van subhastar moltes andròmines, com ara el piano que Frank Sinatra hi va tocar, mobiliari, llantoners. En aquesta ocasió, l'empresa garrotxina Bellapart va dissenyar i construir la nova cúpula de vidre. El 2023 va reduir l'equip de 438 a 382 persones i tot i això va romandre deficitari.